# Melanoplus lithophilus
Melanoplus lithophilus is een rechtvleugelig insect uit de familie veldsprinkhanen (Acrididae). De wetenschappelijke naam van deze soort is voor het eerst geldig gepubliceerd in 1965 door Gurney & Buxton.